# Malere (Stadtteil)
Malere ist ein Stadtteil der osttimoresischen Stadt Aileu (Verwaltungsamt Aileu, Gemeinde Aileu).

## Geographie und Einrichtungen

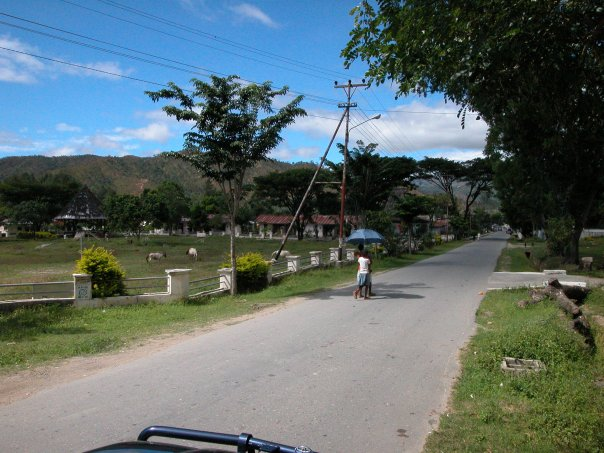
Gegenüber dem kommunalen Zentralhospital im Norden von Malere

Malere nimmt den Süden und das Zentrum der Aldeia Malere (Suco Seloi Malere) ein. Es bildet das Stadtzentrum der Stadt Aileu. Nördlich schließt sich der Stadtteil Aileu Vila an. Der nordwestlich gelegene Teil der Stadt gehört zur Aldeia Cotbauru, ebenso der dortige Weiler 15 de Agosto. Südlich befinden sich die Stadtteile Kabasfatin und Ercolobere. Der Stadtteil Aissirimou, nordöstlich eines kleinen Flusses, gehört zum Suco Aissirimou.
Im Stadtteil Malere befinden sich der Markt Aileus, die Grundschule Aileu Vila, die Kirche der Assemblies of God, das kommunale Gesundheitszentrum (CHC), die Polizeistation und die Feuerwehrwache. Im Süden steht das Gebäude der ehemaligen kolonialen Verwaltung, das heute als Bibliothek dient. Gegenüber befindet sich die Gedenkstätte für das Massaker in Aileu 1942.